# Egov.Press
ALASH online (ehemals EGOV.PRESS) ist eine nichtstaatliche kasachische Petitionswebsite, die im Jahr 2020 ins Leben gerufen wurde. In Kasachstan zielen die Petitionen auf dieser Website darauf ab, öffentliche Empörung hervorzurufen, da die gestarteten Initiativen mangels eines gesetzlich verankertem Petitionssystems keine Rechtskraft haben.
Im Jahr 2022 wurde die Website aufgrund eines Gerichtsbeschlusses zu Vorwürfen, die Website sei gefälscht, auf die Domain alash.online verschoben. Laut dem Informationsportal Massaget.kz haben von den fünf beliebtesten Petitionen, d. h. mit den meisten Stimmen, drei zu einer Regierungsreaktion geführt: die Rückbenennung der Hauptstadt Astana, zur Verschrottungsleitlinen bei Autos und zum Kindergeld.

## Gründung
Das Projekt wurde von fünf Bürgern der Republik Kasachstan auf eigene Kosten ins Leben gerufen, um eine Petitionsinstitution im Staat aufzubauen. Die Mitarbeiter der Organisation sitzen in Kasachstan und wollen aus Sicherheitsgründen ihre Identität nicht preisgeben. Die allererste Petition auf der Website wurde im Oktober 2021 veröffentlicht. Vom 25. Juli bis 8. November 2022 wurde die Website von mehr als 539,7 Tausend Menschen besucht. In dieser Zeit haben die Behörden fünf von zehn auf der Website veröffentlichten Petitionen von gesellschaftlicher Bedeutung teilweise erfüllt.

## Petitionen

### Umbenennung der Hauptstadt von Kasachstan
Eine Petition zur Umbenennung der Hauptstadt Kasachstans Nur-Sultan in Astana wurde von 223.101 Menschen unterzeichnet. Nach der Petition wurde der Vorschlag am 15. September 2022 von der Stadt Maslikhat unterstützt und die Abgeordneten stimmten für die Umbenennung. Am 17. September 2022 unterzeichnete der Präsident einen Gesetzentwurf zur Umbenennung der Hauptstadt. Der Petition wurde vollständig stattgegeben.

### Senkung des Rentenalters für Frauen
Am 30. Oktober 2021 haben Bürger Kasachstans eine Petition gestartet, um das Rentenalter für Frauen auf 55–58 Jahre zu senken. Die Initiative sammelte mehr als 863.000 Unterschriften und es bildete sich eine Frauenbewegung, die sich immer wieder für eine Rentenreform einsetzte. Im Anschluss an die Petition kündigte Präsident Kassym-Schomart Tokajew am 1. September 2022 an, dass das Rentenalter für Frauen bis 2028 auf 61 Jahre festgelegt wird.

### Immunität des Ex-Präsidenten

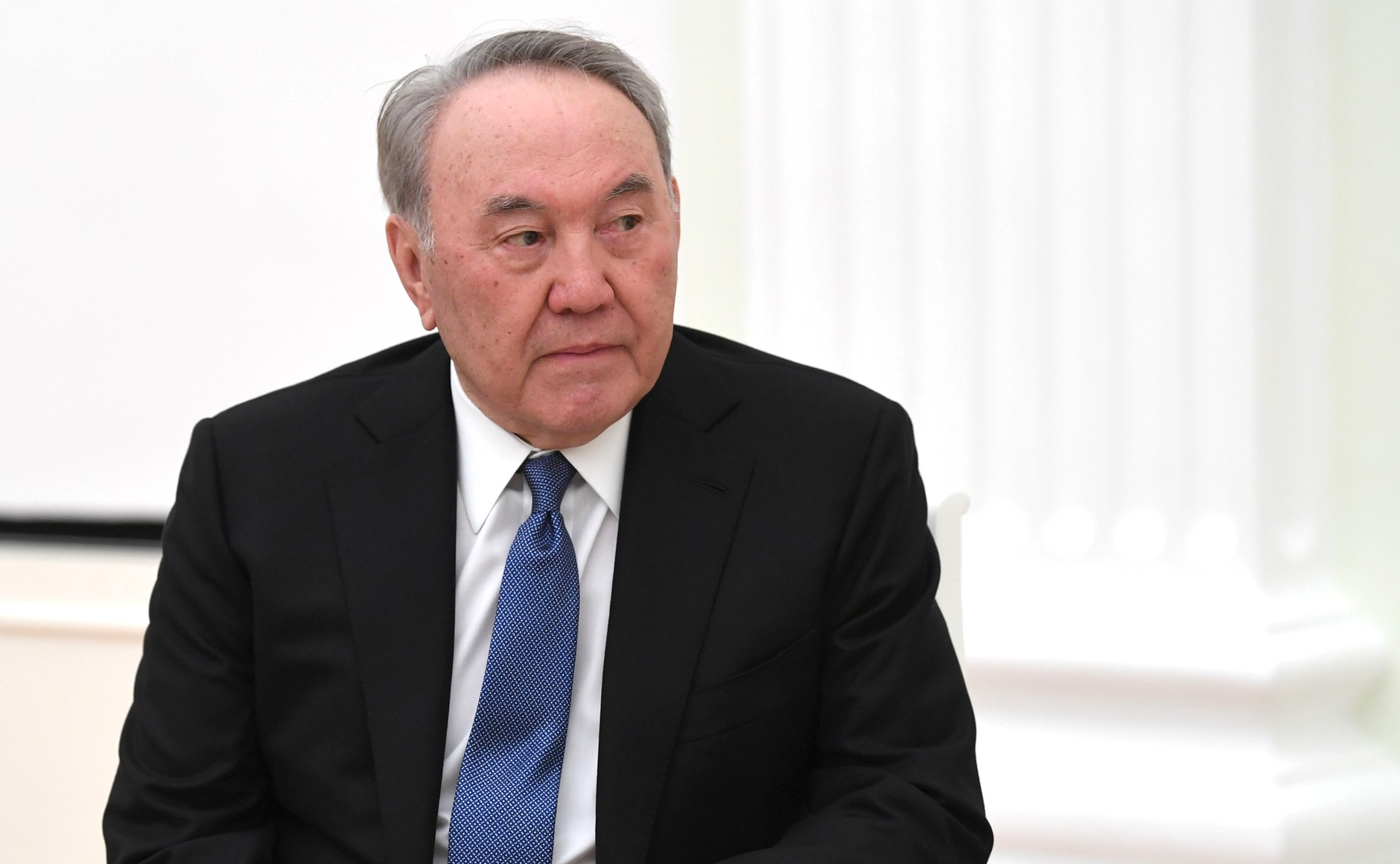
Ehemaliger Präsident Kasachstans, Nursultan Nasarbajew.

Am 18. Januar 2022 wurde auf der Website egov.press eine Petition erstellt, in der gefordert wird, dem ersten Präsidenten Kasachstans, Nursultan Nasarbajew, die Immunität zu entziehen. Im Anschluss an die Petition unterzeichnete Präsident Kassym-Schomart Tokajew am 15. Februar 2023 das Verfassungsgesetz zur Aufhebung der Immunität des ersten Präsidenten Kasachstans.

### Rücktritt des Akim von Almaty

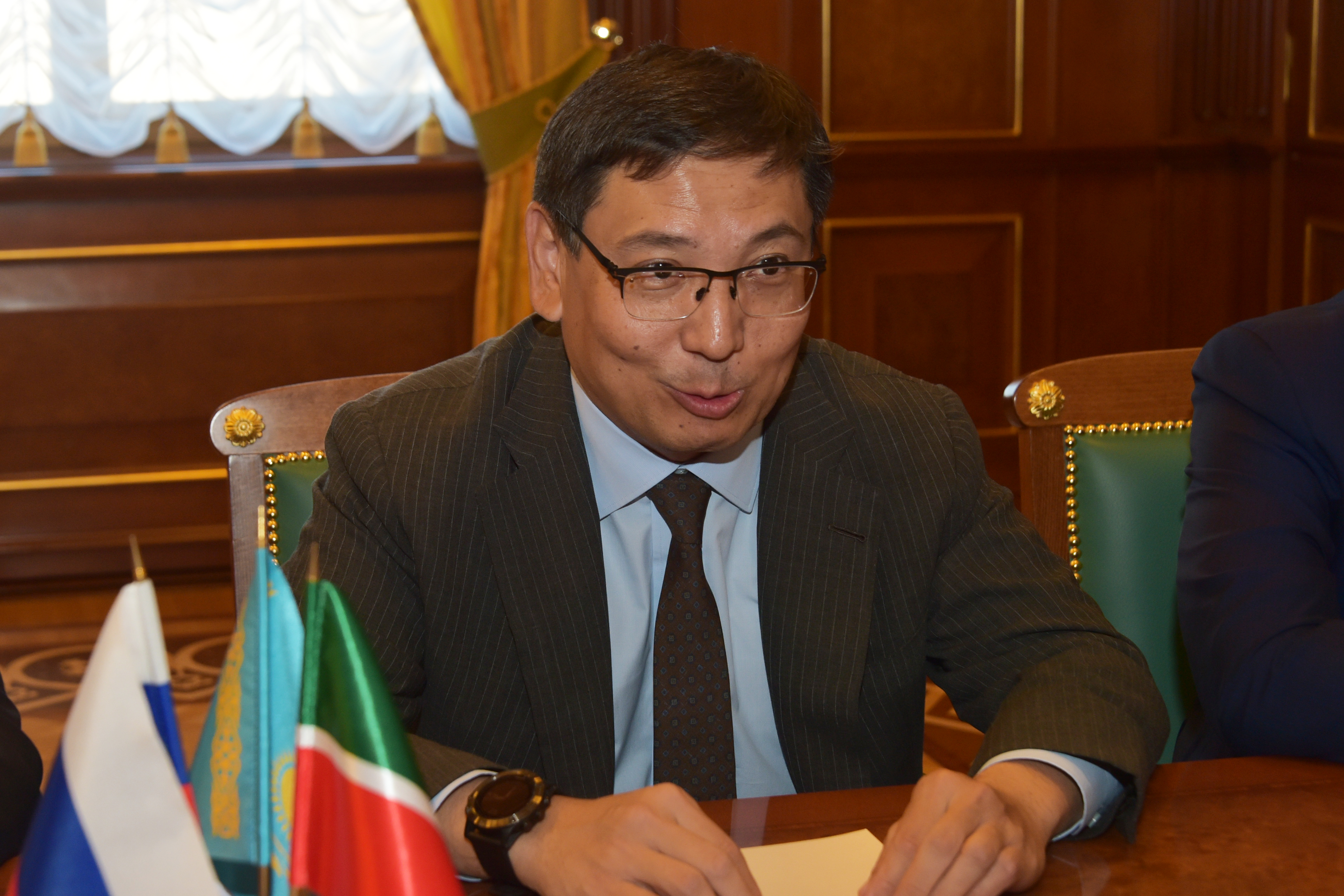
Akim aus der Stadt Almaty Erbolat Dosaev.

Am 6. Juli 2023 erschien auf der Website eine Petition, in der Erbolat Dosaev aufgrund der Kritik der Stadtbewohner an seiner Arbeit zum Rücktritt aufgefordert wurde. 12.556 Menschen unterstützten die Petition, während 9.947 dagegen waren. Innerhalb einer Minute sank die Zahl der Rücktrittsbefürworter, während 10.017 Menschen die Petition ablehnten. Die Autoren von egov.press kündigten einen konkreten Bot-Angriff aus Russland an. Der kasachische Politikwissenschaftler Anton Morozov bezeichnete die Unterzeichner der Petition als Bots. Ihm zufolge können zwei Personen leicht den Anschein einer Aktivität von Zehntausenden Benutzern erwecken.

### Leistung für behinderte Menschen
Ein 47-jähriger Einwohner der Region Schambyl veröffentlichte auf der Website egov.press eine Petition, in der er sich an den Präsidenten von Kasachstan wandte und eine Erhöhung der Invaliditätsrente um 100 % forderte. Die Petition hat rund 7.000 Unterschriften gesammelt. Nach einiger Zeit ordnete der kasachische Präsident Kassym-Schomart Tokajew an, die Leistungen für Menschen mit besonderen Bedürfnissen ab dem 1. September 2023 um 14,5 % zu erhöhen.

### Recyclinggebühr für den Transport
Eine am 31. Oktober 2021 gestartete Petition zur vollständigen Abschaffung der Recyclinggebühr erhielt 130.000 Unterschriften. Nach der Petition kritisierte der Präsident Kasachstans am 11. Januar 2022 das Unternehmen ROP Operator. Im Oktober 2022 verabschiedete das Parlament ein Gesetz, das dem ROP-Betreiber das Recht entzieht, für die Verschrottung von Fahrzeugen Gebühren zu erheben.

### Botschafter der Ukraine in Kasachstan
Die am 22. August 2022 eingereichte Petition zur Abschiebung des ukrainischen Botschafters Petro Vrublevsky im Zusammenhang mit seinen skandalösen Äußerungen hat 42.000 Unterschriften gesammelt. Nach der Petition wurde er im Einvernehmen mit der ukrainischen Seite freiwillig aus Kasachstan abberufen und hörte auf, Botschafter der Ukraine in Kasachstan zu sein.

### Verlängerung der Kinderbetreuungsleistungen
Am 18. Januar 2022 wurde eine Petition zur Verlängerung des Kinderbetreuungsgeldes auf drei Jahre gestartet, die 125.000 Unterschriften sammelte. Nach der Petition kündigte Präsident Kassym-Schomart Tokajew am 1. September 2022 an, dass das Kinderbetreuungsgeld ab dem 1. Januar 2023 auf eineinhalb Jahre verlängert wird.

### Petitionen in Diskussion
Auf den Websites egov.press und alash.online veröffentlichte Petitionen zum Austritt Kasachstans aus der CSTO, gegen die Behandlung von Drogenabhängigen mit der Droge „Methadon“, die Erhöhung der Invaliditätsleistungen und die Eröffnung von Werbung für kasachische Sprachzentren werden noch diskutiert in Zeitschriften und Büchern.
Am 22. Januar 2022 erschien auf der Website eine Petition, in der die Erlaubnis zum Tragen von Kopftüchern für Schulmädchen in Kasachstan gefordert wurde. An einem Tag erhielt die Initiative 20.250 Unterschriften und zwei Tage später wurde sie aus unbekannten Gründen von der Website entfernt.

## Kritik
Der Sender Astana TV hat einen Bericht gedreht, in dem es um „falsche Petitionen“ geht, die auf der egov.press-Website veröffentlicht wurden, und fordert die Schaffung einer inländischen Plattform.
Im Jahr 2022 sagte der kasachische Journalist Yuri Masanov, dass die Website der egov.press-Petition eine Fälschung sei. Nach der Veröffentlichung des Journalisten wurde die Website egov.press am 20. Juni 2022 durch eine Gerichtsentscheidung in Kasachstan gesperrt. Nach der Sperrung zog die Petitionsseite egov.press auf die neue Domain alash.online um.
Im Juni 2023 hat die internationale Stiftung für den Schutz der Meinungsfreiheit „Adil Soz“ die egov.press-Website in die Liste der Verstöße gegen die Meinungsfreiheit in Kasachstan aufgenommen.